# Ragnhild Queseth Haarstad

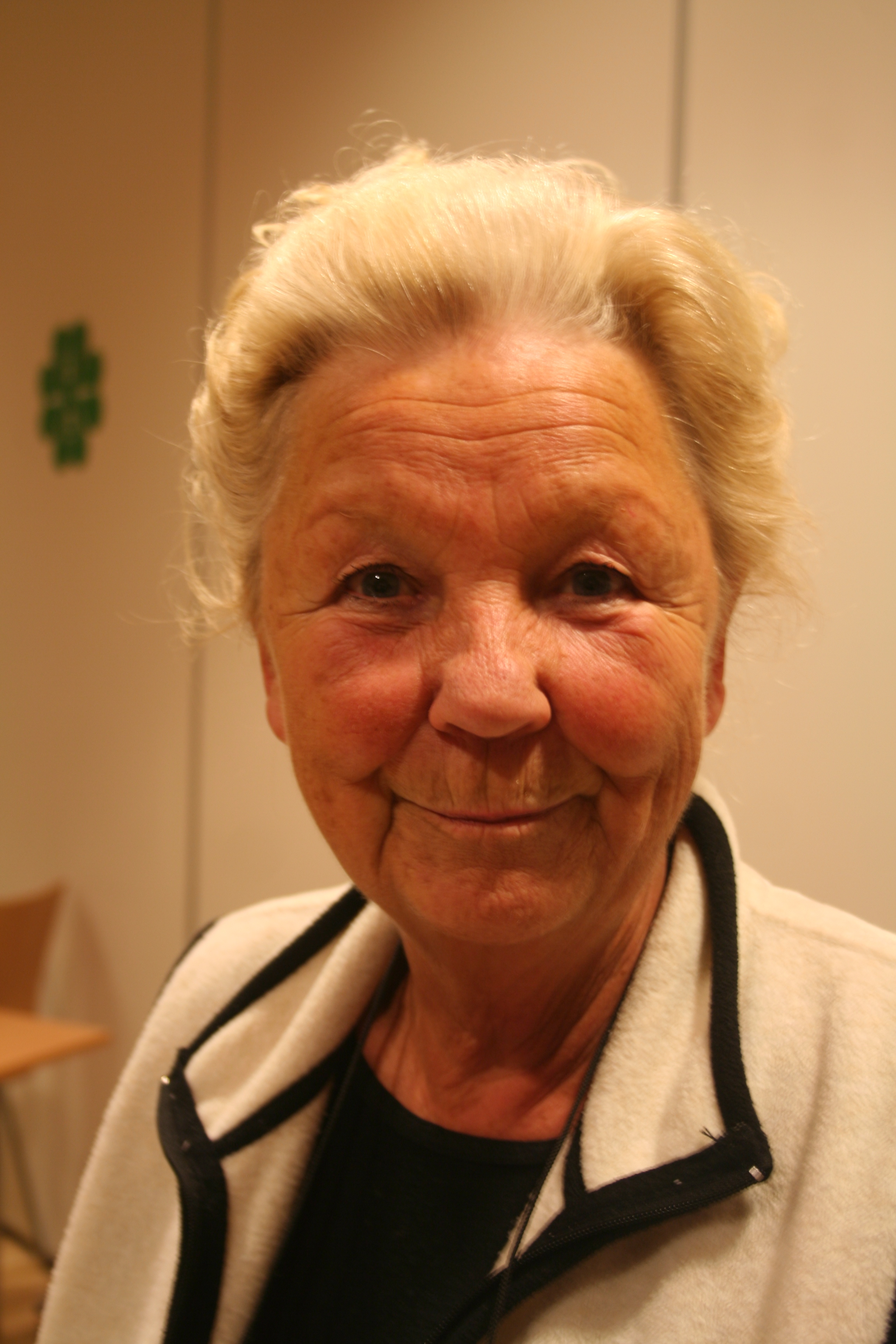
Ragnhild Queseth Haarstad, 2010

Ragnhild Queseth Haarstad (* 4. April 1939 in Grue; † 6. Juni 2017) war eine norwegische Politikerin der Senterpartiet (Sp). Zwischen 1981 und 1997 war sie Abgeordnete im Storting. Von Oktober 1997 bis März 1999 war sie die Kommunal- und später Kommunal- und Regionalministerin ihres Landes.

## Leben
Nach ihrem Besuch der Handelsschule besuchte Haarstad von 1957 bis 1959 ein Musikkonservatorium und später eine Hauswirtschafts- und Landwirtschaftsschule. Nachdem sie während ihrer Zeit am Konservatorium als Büromitarbeiterin gearbeitet hatte, war sie ab 1961 als Hausfrau tätig. In den Jahren 1971 bis 1975 saß Haarstad im Kommunalparlament ihrer Heimatgemeinde Grue. Anschließend saß sie bis 1982 im Fylkesting, also dem Provinzparlament, der damaligen Provinz Hedmark. Zwischen 1975 und 1979 wirkte sie als stellvertretende Vorsitzende der Senterpartiet in Hedmark. Später war sie von 1988 bis 1994 die Leiterin der Frauenvereinigung ihrer Partei.
Bei der Parlamentswahl 1981 zog Haarstad erstmals in das norwegische Nationalparlament Storting ein. Dort vertrat sie den Wahlkreis Hedmark und wurde Mitglied im Kirchen- und Unterrichtsausschuss. Ab Oktober 1938 übernahm sie dort den Posten der Ausschusssekretärin. Im Anschluss an die Wahl 1985 wurde sie die stellvertretende Vorsitzende des Kirchen- und Unterrichtausschusses. Haarstad wechselte nach der Stortingswahl 1989 in den Kommunal- und Umweltschutzausschuss, nach der Parlamentswahl 1993 übernahm sie den Vorsitz des Energie- und Umweltausschusses. In der Zeit von Oktober 1989 bis September 1993 gehörte sie zudem dem Fraktionsvorstand der Senterpartiet-Gruppierung an. Im Herbst 1997 schied sie aus dem Parlament aus.
Am 17. Oktober 1997 wurde Haarstad zur Kommunalministerin in der neugebildeten Regierung Bondevik I ernannt. Dieser Posten war zunächst im Kommunal- und Arbeitsministerium angesiedelt. Zum 1. Januar 1998 ging er an neu geschaffene Kommunal- und Regionalministerium über und Haarstads Posten erhielt den Titel Kommunal- und Regionalministerin. Sie blieb bis zum 16. März 1999 im Amt. Ihr Abgang erfolgte im Zuge einer kleineren Regierungsumbildung, nachdem Haarstad bereits zuvor darum bat, ersetzt zu werden, um sich aus der nationalen Politik zurückzuziehen.